# Михайловская крепостная сапёрная рота
Михайловская крепостная Сапёрная рота
Праздник части — 23 апреля

Старшинство по состоянию на 1914: 22 декабря 1894

## История
Приказом от 22 декабря 1894 из 5-й роты 1-го Кавказского сапёрного батальона 

к 9 февраля 1895 сформирована отдельная Михайловская крепостная Сапёрная рота 

в августе 1914 развернута в 1-ю и 2-ю Михайловские крепостные Сапёрные роты, к октябрю 1914 сведенные в Михайловский крепостной Сапёрный батальон 

На начало боевых действий на Кавказе Михайловский крепостной Сапёрный батальон расположен по месту постоянной дислокации — Михайловская крепость

В 1914—1917 Михайловский крепостной Сапёрный батальон действовал на Кавказе

находился в приморском отряде генерала Ляхова, принял активное участие в обороне Батумской области и в овладении Трапезундом

## Знаки отличия части к 1914
Не имела

примеч. знамён отдельным ротам не полагалось
 